# Tetrafluoruro de selenio

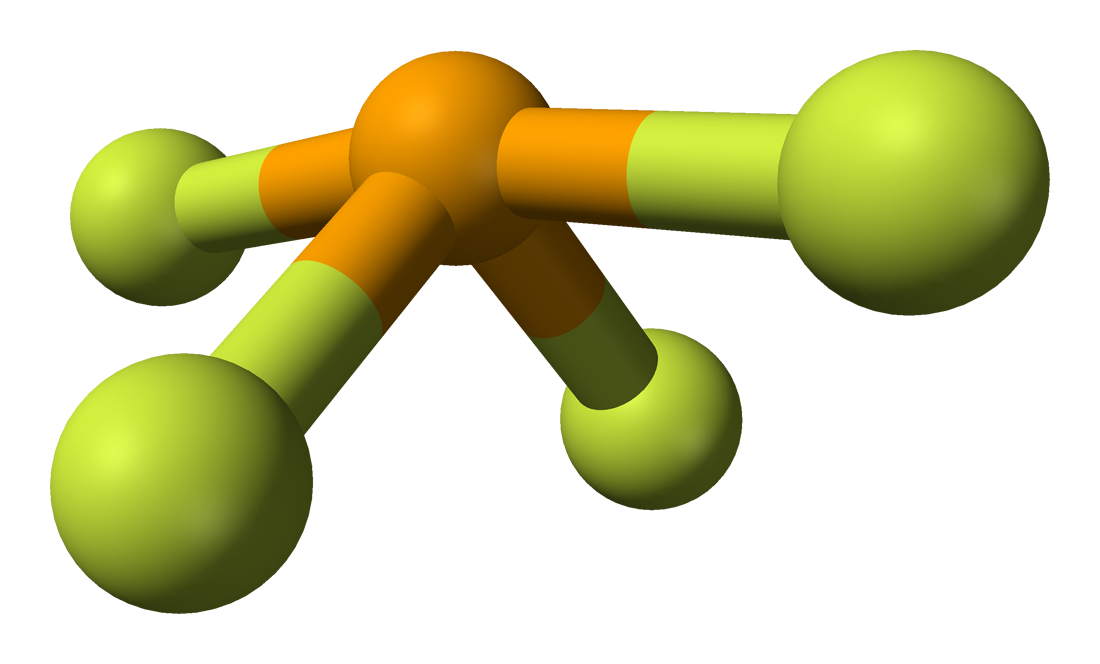
Modelo 3D de la estructura química del Tetrafluoruro de selenio

El tetrafluoruro de selenio, también conocido como fluoruro de selenio y fluoruro de selenio (IV), es un compuesto químico. Su fórmula química es SeF4. Contiene selenio en su estado de oxidación +4. También contiene iones de fluoruro.

## Propiedades
Es un líquido incoloro. Se hidroliza en agua dando ácido fluorhídrico y ácido selenoso. Se utiliza para añadir fluoruro a otros compuestos químicos.

## Preparación
Está hecho reaccionando selenio con un poco de flúor. Mucho flúor produce hexafluoruro de selenio. También se puede hacer reaccionando tetrafluoruro de azufre con dióxido de selenio.

## Usos
Se utiliza para hacer aductos y algunas otras reacciones químicas como esa.